# Factory Records
 (février 2019).
Si vous disposez d'ouvrages ou d'articles de référence ou si vous connaissez des sites web de qualité traitant du thème abordé ici, merci de compléter l'article en donnant les références utiles à sa vérifiabilité et en les liant à la section « Notes et références ».
Factory Records est un label indépendant anglais fondé à Manchester en 1978 par Tony Wilson et Alan Erasmus, qui compte parmi son catalogue plusieurs groupes phares de la scène rock britannique de l'époque, à savoir Joy Division, New Order, A Certain Ratio, The Durutti Column, Happy Mondays, et (brièvement) James et Orchestral Manoeuvres in the Dark. Tout comme le label 4AD, Factory Records disposait d'une équipe créative qui assura au label et à ses artistes un son et une image singuliers, notamment grâce au producteur Martin Hannett et au graphiste Peter Saville. 
De 1979 à 1992, des graphistes ou des agences tels que Peter Saville, Central Station Design ou 8vo ont travaillé pour Factory. Leur travail continue aujourd’hui à influencer de nombreux graphistes contemporains. L'esthétique du label est particulièrement marquée par le design graphique minimaliste de Peter Saville : des pochettes n'indiquant parfois pas le nom du groupe, ni même le titre de l'album. 
Le label employait une technique d'inventaire unique en numérotant non seulement ses disques mais également ses artworks et autres objets, et le club The Haçienda (Fac 51).

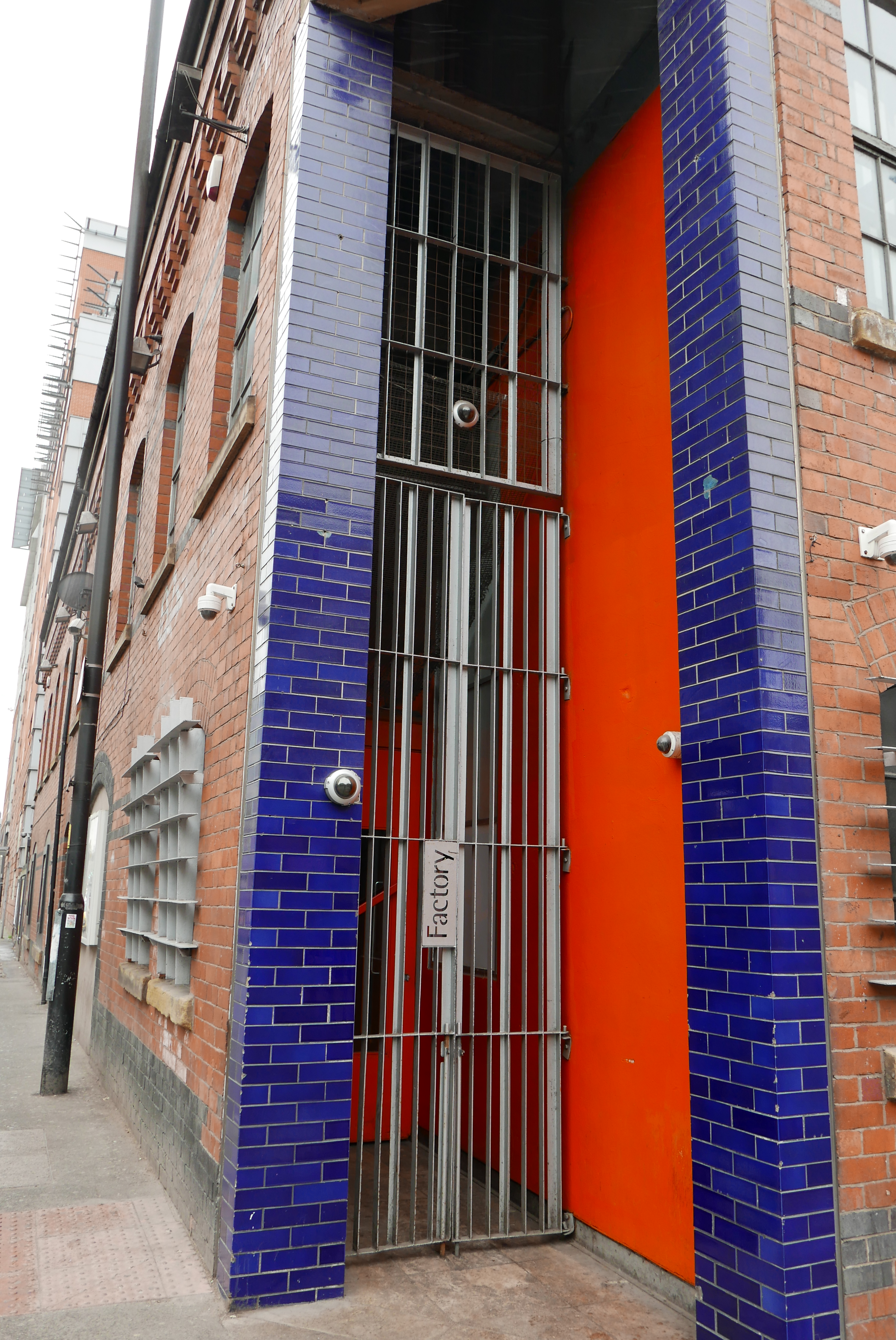
Anciens bureaux du label Factory dans le centre de Manchester au croisement du carrefour Princess street et Charles street.

## Histoire
L'épopée Factory débute le 24 janvier 1978 quand Tony Wilson, alors présentateur sur Granada Television, s'associe à Alan Erasmus, acteur intermittent et manager de groupes. Dans un premier temps, Factory est le nom d'un club où se produisent, à partir de mai 1978, des groupes locaux tels que The Durutti Column (managés à l'époque par Erasmus et Wilson), Cabaret Voltaire, originaires de Sheffield, ou encore Joy Division, en juin, ramené par Rob Gretton. Le graphiste Peter Saville conçoit la publicité du club et en septembre le trio décide de sortir un EP regroupant quelques morceaux des groupes y ayant déjà joué (The Durutti Column, Cabaret Voltaire, Joy Division et le comédien John Dowie). Rob Gretton, manager de Joy Division, refuse que le groupe signe sur un label Londonien, RCA Records, préférant tout faire à Manchester. À ce moment il existe un label punk assez reconnu à Manchester, Rabid Records, dirigé par Tosh Ryan ; ce dernier faisait à l'origine partie du collectif Music Force, avec Martin Hannett. Ils avaient contribué au succès de plusieurs groupes dont Slaughter and The Dogs (leur tour manager était Rob Gretton), John Cooper Clarke et Jilted John. Rabid couraient après le hit et faisaient monter des groupes en se contentant de quelques singles punk, pour les vendre ensuite à de plus gros labels (Jilted John à EMI, Slaughter & The Dogs à Decca, John Cooper Clarke à CBS). Tony Wilson traîne souvent dans les bureaux de Rabid et bien entendu Rob Gretton est ami avec Tosh Ryan, Martin Hannett et d'autres puisqu'ils viennent tous des mêmes HLM de Wythenshawe. Tony Wilson a fait office de précurseur avec son émission télévisée So It Goes qui a déjà donné leur chance à des artistes comme Iggy Pop, The Sex Pistols, Buzzcocks etc. ; puis il s'intéresse au fonctionnement de Rabid Records, convaincu que l'argent et le véritable pouvoir se trouvent dans les ventes d'albums, alors que Rabid ne produit que des singles pour ensuite laisser les grosses industries s'occuper des albums de ses meilleurs groupes mancuniens. Après avoir longuement discuté des pour et des contre, Tony Wilson, Rob Gretton et Alan Erasmus fondent Factory, récupérant Martin Hannett chez Rabid. La société Factory Records est née, avec Wilson, Erasmus, Saville et le producteur Hannett comme premiers associés de l'entreprise. 
Le label Factory installe ses bureaux chez Erasmus sur Palatine Road (Manchester Central), et l'EP, A Factory Sample, sort en décembre 1978 (FAC 02). Plusieurs singles suivent : A Certain Ratio (FAC 05), et Orchestral Manœuvres in the Dark (qui signent chez Virgin Records peu de temps après). Le premier album 33 tours Factory est Unknown Pleasures de Joy Division (FAC 10), et sort en juin. Ces derniers font une apparition remarquée au Leigh Rock Festival en août 1979. Gretton devient le cinquième associé du label à la fin de l'année, rachetant les parts de Hannett, et le club Factory ferme ses portes (pour rouvrir brièvement l'année suivante).
The Return of the Durutti Column sort en janvier 1980, le premier d'une longue série du groupe. En mai, Ian Curtis, chanteur de Joy Division, se suicide juste avant la tournée américaine. Le mois suivant, Love Will Tear Us Apart atteint le Top 20 au Royaume-Uni ; leur second album Closer sort le mois suivant. Fin 1980 les membres restants de Joy Division, poussé par Gretton, décident de continuer sous le nom de New Order. Factory étend ses activités : Factory Benelux travaille conjointement avec Les Disques du Crépuscule, et Factory US organise la distribution des sorties anglaises aux États-Unis.
Fin 1981, près du centre de Manchester, une usine de textile victorienne ayant auparavant servi de showroom pour des bateaux à moteurs est convertie en nightclub, sur une idée de Factory et New Order. Hannett quitte le label pour ouvrir un studio d'enregistrement et finit par être poursuivi pour des royalties impayées (l'affaire est réglée à l'amiable en 1984). Saville n'est plus associé au label pour des problèmes de paiement, mais continue à travailler pour Factory. Wilson, Erasmus et Gretton forment Factory Communications Ltd.
The Haçienda (FAC 51) est inaugurée le 23 mai 1982. Bien que populaire en termes de public, et s'attirant des éloges pour la décoration intérieure de Ben Kelly et Saville, le club perd beaucoup d'argent dans ses premières années, surtout à cause des prix à l'entrée et au bar, nettement moins chers que la plupart des pubs alentour. Le réajustement des tarifs au bar ne règle pas le problème, puisqu'au milieu des années 1980 la foule préfère l'ecstasy à l'alcool. Finalement la Haçienda coûte à New Order plus de 10 000 £ par mois. L'année suivante, leur Blue Monday devient un hit international. Le premier Happy Mondays sort en 1985. Les deux groupes sont les plus populaires du label et entraînent avec eux une foule d'autres projets. Factory et la Haçienda deviennent le centre culturel de l'émergence des genres techno et acid house, et de leur fusion avec les guitares post-punk (la scène Madchester).
Factory ouvre aussi un bar (The Dry Bar, FAC 201) et une boutique (The Area, FAC 281) dans le quartier Nord de Manchester. Le siège social de Factory (FAC 251) est inauguré en septembre 1990 sur Charles Street, près de l'immeuble BBC sur Oxford Road (avant cela la société était encore chez Alan Erasmus à Didsbury). 
Hannett meurt en 1991. Il avait récemment ré-établi une relation avec le label, travaillant avec Happy Mondays. Divers hommages, dont une compilation et un festival sont organisés. La collaboration entre Saville et Factory est réduite à son travail pour New Order et leurs projets solo (le groupe lui-même est laissé en suspens, certains membres enregistrant alors pour Electronic, Revenge et The Other Two). D'autres graphistes interviennent, dont Central Station Design (en).
En 1992, ironiquement, le label a de sérieux ennuis financiers avec ses deux groupes les plus populaires : The Happy Mondays sont en train d'enregistrer leur difficile quatrième album Yes Please! à La Barbade, et New Order a dépensé 400 000 £ pour l'enregistrement de son album-retour Republic. Contacté, le label London Records envisage de reprendre Factory, mais l'affaire tourne court : en effet, à ses débuts, Factory avait pour habitude d'éviter les contrats, fonctionnant en coopérative, et il s'avère que le catalogue de New Order appartient en grande partie au groupe plutôt qu'au label. Factory Communication Ltd, la société formée en 1981, annonce sa faillite en novembre 1992. La plupart des premières signatures de Factory, dont New Order, trouvent refuge chez London Records.
The Haçienda ferme ses portes en 1997 et est peu après démolie et remplacée par un ensemble de luxueux appartements en 2003.

## Factory Classical
En 1989 c'est le lancement de Factory Classical avec cinq albums, du compositeur Steve Martland, The Kreisler String Orchestra, The Duke String Quartet (John Metcalfe, violoniste de Durutti Column, en faisait partie), le joueur de hautbois Robin Williams et le pianiste Rolf Hind. Les compositeurs incluent Martland, Benjamin Britten, Paul Hindemith, Francis Poulenc, Dmitri Chostakovitch, Michael Tippett, György Ligeti et Elliott Carter. Jusqu'à 1992 plusieurs albums sont publiés : Graham Fitkin, le duo vocal Red Byrd, un enregistrement du Socrate d'Eric Satie, Handel's Recorder Sonatas par Piers Adams, Walter Hus et ensuite des enregistrements de compositions de Martland ou de lui-même jouant Mozart.

## Factory 2, 3, 4...
En 1994, Wilson tente de ranimer Factory Records, en collaboration avec London Records, sous le nom de Factory Too. Leur première publication, ce sont les inconditionnels de Factory, The Durutti Column. Viennent ensuite Hopper et Space Monkeys. Le label sort une version anglaise de Wasps' Nests, premier album de The Sixths (le side-project de Stephin Merritt). Plus tard sortent une compilation Ep comprenant des groupes pas encore signés : East West Coast, the Orch, Italian Love Party et K-Track. Cette collection de 8 morceaux (2 par groupe) s'appelle simplement A Factory Sample Too (FACD2.02). Le label est actif jusqu'à la fin des années 90, ainsi que Factory Once, qui prépare les ré-éditions des productions Factory. Wilson, frustré par le manque de liberté et le besoin de London Records de faire voir ses profits, lâche l'équipe pour créer l'éphémère Factory Records Ltd avec un seul groupe - Space Monkeys, qui sortent rapidement un album The Daddy Of Them All. Hopper et The Durutti Column ont déjà quitté Factory Too quand Wilson quitte London Records. En 2006 Wilson lance F4 Records avec seulement quelques groupes - Raw-T (un collectif grime), The Young Offenders Institute et quelques morceaux exclusifs de The Durutti Column. Le label est clos début 2007 quand Wilson se découvre un cancer et malgré le traitement, meurt d'une crise cardiaque le 10 août 2007.
Début 2010, Peter Hook, en collaboration avec le décorateur original de l'Haçienda Ben Kelly les spécialistes britanniques du son Funktion-One, rénove et rouvre FAC 251 (l'ancien siège de Factory Records sur Charles Street) convertie en discothèque. Le club garde son nom original — FAC 251 — mais les gens continuent de l'appeler The Factory.

## Représentations
Le film 24 Hour Party People, sorti en 2002, est centré sur Factory Records, la Haçienda, et les anecdotes tristement célèbres et souvent injustifiées entourant l'histoire du label. Plusieurs personnes liées à Factory, dont Tony Wilson, font une apparition dans le film.

## Le catalogue Factory
Toute forme de production issu du label se voyait attribuée un numéro de catalogue du type FAC suivi d'un nombre. Ce système de numérotation s'appliquait aussi aux affiches, invitations (FAC 1 annonçait une soirée), qu'à des lieux (The Haçienda devient FAC 51), un salon de coiffure (FAC 98), une diffusion dans l'émission The Tube de Channel Four (FAC 104), du scotch (FAC 136), le seau d'un moulin à eau restauré (FAC 148), le chat de la Haçienda (FAC 191), un pari entre Wilson et Gretton (FAC 253), un procès de Martin Hannett contre Factory Records (FAC 61), ou encore une publicité pour la radio (FAC 294). Les sorties de Factory Benelux étaient numérotées de façon similaire (FAC BN ou FBN) mais concernaient uniquement des disques.
Les numéros n'étaient pas nécessairement attribués chronologiquement : les productions Joy Division et New Order se terminaient généralement par 3 ou 0, A Certain Ratio par 2, The Durutti Column par 4. Les sorties Factory Classical étaient 256, 236, et ainsi de suite.
Malgré la fermeture de Factory Records en 1992, le catalogue était toujours actif avec notamment l'ajout du film 24 Hour Party People (FAC 401), son site internet (FAC 433), la sortie d'un DVD (FACDVD 424), et un livre, Factory Records : The Complete Graphic Album (FAC 461).
Le tout dernier numéro Factory fut attribué en 2007 au cercueil de Tony Wilson (FAC 501), d'après le site Cerysmatic Factory. 

## Les artistes de Factory Records
Les groupes ayant le plus de publications sur Factory Records sont Joy Division, New Order, Happy Mondays, Durutti Column et A Certain Ratio. Chacun de ces groupes possède entre 15 et 30 numéros FAC attribués à leurs productions.